# 연흥 (남제)
연흥(延興, 494년 7월 ~ 10월)은 남제(南齊) 폐제(廢帝) 해릉왕(海陵王) 소소문(蕭昭文)의 연호이다. 3개월 동안 사용하였다. 494년 10월, 황제에 폐위 되자마자 살해되면서, 연흥 연호가 중지되었다.

## 개원
- 융창(隆昌) 원년 7월 25일[1](494년 9월 10일)에 연호를 연흥(延興)으로 개원함.[2][3][4][5]

- 연흥(延興) 원년 10월 22일[6](494년 12월 5일)에 연호를 건무(建武)로 개원함.[7][3][4][5]

## 연대 대조표
| 연흥        | 원년            |
| 서기        | 494년           |
| 간지        | 갑술(甲戌)      |
| 북위 (北魏) | 태화(太和) 18년 |

## 동시대 연호

### 중국
북위(北魏)
- 태화(太和) (477년 ~ 500년)

고창국(高昌國)
- 건초(建初) (489년 ~ 496년)

### 몽골
유연(柔然)
- 태안(太安) (492년 ~ 505년)

## 같이 보기
- 다른 왕조의 같은 연호
  - 북위(北魏) 연흥(延興, 471년 ~ 476년)

- 중국의 연호 목록